# Myrmekioderma niveum
Myrmekioderma niveum är en svampdjursart som först beskrevs av R.W. Harold Row 1911.  Myrmekioderma niveum ingår i släktet Myrmekioderma och familjen Heteroxyidae. Inga underarter finns listade i Catalogue of Life.